# Sant Cugat de Queixàs
 Sant Cugat de Queixàs, actualment Sant Marc de Queixàs (Saint-Marc de Caixas en francès) és una antiga església romànica del poble de Queixàs, al municipi rossellonesa del mateix nom. És en una vall boscana al vessant est del Mont Helena (774 m.) i a un quilòmetre a l'oest de l'actual església parroquial de Sant Jaume de Queixàs. Al cim del turó hi ha un petit oratori dedicat a santa Helena, on el segle xv era costum de pelegrinar.

## Història
La primera església de Queixàs és documentada ja el 1020 (ecclesia de Kexanos) i era dedicada a sant Cugat. Posteriorment compartí l'advocació amb sant Jaume fins al segle xv. Quan es bastí la nova església parroquial de Queixàs en un lloc més avinent, i dedicada també a sant Jaume, es canvià l'advocació de la primera per la de sant Marc perquè no hi hagués confusions.
Va ser devastada als anys 1938-1939 i, el 2013 era en força mal estat, totalment abandonada i envoltada de vegetació.

## Arquitectura
És un edifici del segle xi de nau única coberta amb volta i d'absis rectangular, amb una petita finestra. A l'arc de l'altar hi ha esculpides una alfa i una omega a banda i banda d'una creu. La porta, senzilla, és orientada a migdia, com en moltes altres esglésies romàniques d'aquesta època. uns tres segles més tard, al segle xiv o xv, va ser fortificat. L'edifici és rematat per un campanar d'espadanya amb dues obertures.
Damunt de l'arc triomfal de l'església hi ha una pedra rectangular amb una creu visigòtica incisa, de la qual pengen l'alfa i l'omega. Podria tractar-se d'una antiga ara, reutilitzada temps més tard.